# 惠龍兒
惠龍兒（直译：「鄧肯·奧弗貝克·里德」，1989年9月28日—）生於香港，港加混血兒，香港籃球運動員，司職中鋒或大前鋒，父親為加拿大人而母親則為香港人，在2017年8月2日於北京舉行的CBA選秀大會中以第三籤獲浙江金牛選中成為選秀會探花成為歷來第五位進軍CBA的香港球員。

## 早年生活
惠龍兒生於香港，父親為加拿大人,在香港開設商業空調公司, 而母親則為香港人，由於母親為前香港游泳代表隊成員，令惠龍兒從7歲起練習游泳，是香港游泳代表隊青年軍的未來之星，於12歲開始接觸籃球，直到16歲初次打球隊，當惠龍兒2005年前往澳洲升學時，遇上泳隊教練離任，導致他對游泳的興趣亦減低，又因為身高的關係，被學校籃球隊發掘，開始了他的籃球生涯，便在2007年返港以交流生身份轉到英華書院就讀中七，為學校贏得精英賽冠軍，到2007年，惠龍兒以17歲之齡為剛升班的安青征戰甲一聯賽首場正式比賽，便是銀牌賽在麥花臣對戰勁旅福建，直到2009年轉會福建，與李偉倫和蔡芳裕及梁國成等球星做隊友。

## 籃球生涯

### 南華
在2011年，惠龍兒於加拿大貴湖大學畢業後返港，加盟傳統班霸南華，於2016年3月底北上隨中國職業籃球聯賽球隊跟操數日，並在暑假到CBA選秀，他在2016年6月30日的甲一季後賽總決賽協助南華終以86–76擊敗東方，以場數3–1重奪失落兩年的總冠軍，更榮獲決賽最有價值球員。
最終惠龍兒在7月4日至28日前往北京參加CBA選秀，在選秀會期間，惠龍兒在體能測試及分組對抗賽錄得了17分和10個籃板球的亮眼表現，甚至國內傳媒亦報道他是狀元大熱，但最後在40個席位31個球員中，只有8名球員獲選，20支隊伍兩輪共40個席位，有32席遭棄權，令他意外地落選，回歸南華，連國內網民都對惠龍兒落選感到可惜，又謂是次選秀大會是一個笑話。
在2017年賽季，惠龍兒助球隊以全勝姿態橫掃本地聯賽各項冠軍，7月協助南華在五場三勝制系列賽，以場數3–0擊敗永倫，賽後第二度榮膺最有價值球員。2017年7月30日，惠龍兒與隊友羅意庭獲邀請加入CBA明星隊，參加在紅磡香港體育館舉行的姚基金慈善賽迎戰NBA球星隊，並於第四節首次亮相有2分進帳，獲李楠稱讚他身體能力非常好。

### 浙江金牛
雖然惠龍兒因是次慈善賽而未能出席整項選秀訓練營，但他於賽後即趕赴北京，於8月1日出戰公開對抗賽，成為選秀大會的焦點新人，其籃板能力連中國內地電視台的直播評述也稱讚，其目前能力在CBA比賽沒有問題，去年未能選上比較可惜，結果他在8月2日於北京萬達嘉華酒店舉行的CBA選秀大會中如願獲選，在第三籤中獲去季20名的浙江金牛選中，成為選秀會探花，並在中國籃球協會主席姚明手上接過籃球的儀式並和球隊代表合照，宣布正式獲羅致踏上職業球員之路，而按選秀規定，其新秀賽季也不佔用球隊的16名國內球員名額，
2017年11月3日，惠龍兒於作客江苏龙的CBA第三輪聯賽後備上陣，職業生涯首度亮相，接近5分鐘貢獻，結果球隊以89–99落敗，隨後他再於11月3日作主場迎戰江苏大圣的第四輪聯賽，同樣是後備上陣，但獲得30分鐘上陣機會，更獨取14分7個籃板及1助攻，成為球隊是役得分排名第3的球員，助球隊以114–106擊敗對手，而隨着兩場聯賽後備上陣都取得不俗數據後，惠龍兒在作客山东金星的第五輪聯賽，獲委派正選重任，全場上陣30分鐘，共錄得8分8個籃板1助攻2偷球及1記封阻，但最終球隊還是以89–95落敗，2018年1月10日，惠龍兒入選雲集CBA新秀的星銳賽成為首位出戰星銳賽的香港球員。

### 南華
2019年惠龍兒返港養傷，因此回港重新效力母會南華。

### 灣區翼龍
2022年惠龍兒加盟東亞超級聯賽的香港籃球隊灣區翼龍。

### 滿貫
2023年10月，灣區翼龍解散以後惠龍兒加盟滿貫。

## 國際賽生涯
於2014年，惠龍兒首次代表香港出戰亞運會，更因出色表現獲中國職業籃球聯賽球隊青睞，在2015年亞洲籃球錦標賽對巴林國家隊的一記轉身運球在對手攔截下單手大力入樽，此入球在國際籃聯的Youtube頻道有逾二萬次點擊。2017年11月，他獲香港代表隊徵召出戰世界盃亞洲區外圍賽，成為歷史上香港首批參與世界盃的球員，並分別隨於主場和作客迎戰勁旅中國，韓國以及新西蘭國家隊。在11月23日作客中國的首場賽事，貢獻11分8個籃板和4次助攻，惟最終香港以44–96見負，11月26日，主場迎戰紐西蘭國家隊時，惠龍兒再貢獻17分8籃板，不過香港同樣以74–133不敵對手。

## 外部連結
- 惠龍兒在fiba.basketball（英语）
- 惠龍兒在archive.fiba.com（存檔）（英语）
- 惠龍兒在中国男子篮球职业联赛官網
- 惠龍兒在Basketball-Reference.com（國際）（英语）
- 惠龍兒在Eurobasket.com（球員）（英语）
- 惠龍兒在Proballers（英语）
- 惠龍兒在RealGM（球員）（英语）
- 惠龍兒在Flashscore（英语）